# Hotel 2 Fevrier Lomé

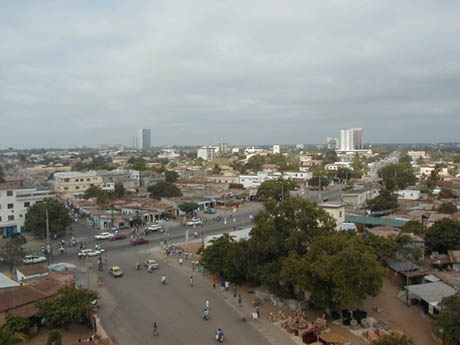
Blick über Lomé mit Hôtel du 2 Février

Das Hotel 2 Fevrier befindet sich in der togoischen Hauptstadt Lomé nahe der Place de l'Indépendance (Unabhängigkeitsplatz). Mit 102 Metern und 27 Stockwerken ist es das höchste Gebäude des Landes.

## Geschichte
Der Bau des Hotels war mit rund 35 Milliarden CFA-Francs eines der teuersten Projekte unter der Präsidentschaft von Gnassingbé Eyadéma. Es wurde im Juni 1980 eröffnet und verdankt seinen Namen der Verstaatlichung der togoischen Phosphatgewinnung durch Eyadéma am 2. Februar 1974, einer Maßnahme, die wenige Tage nach der Flugzeugkatastrophe von Sarakawa ergriffen wurde, bei der der Staatschef fast ums Leben gekommen wäre. 
Das Hotel wurde zunächst von Sofitel unter dem Namen Hôtel Sofitel du 2 Février geführt. Es wurde im Jahr 2000 geschlossen; im Februar des Jahres erhielt die Regierung von Togo von der Libyan African Investment Company (LAICO) ein Darlehen in Höhe von 20 Millionen US-Dollar für die Renovierung des Gebäudes. Am 8. Mai 2002 wurde Corinthia Hotels International mit der Verwaltung des Hotels beauftragt. Im Jahre 2006 wurde das Hotel schließlich an die LAICO verkauft, im Gegenzug für die Streichung des Darlehens und die Zusage, das Hotel zu renovieren. Da die LAICO die Renovierungsarbeiten nach acht Jahren noch nicht durchgeführt hatte, wurde das Hotel am 10. November 2014 verstaatlicht und die Arbeiten begannen. Während der Renovierung des Hotels übernahm die Carlson Rezidor Group am 26. Februar 2015 die Leitung. Das Hotel wurde im April 2016 unter dem Namen Radisson Blu Hotel du 2 Février wiedereröffnet. Radisson gab die Leitung des Hotels im August 2017 auf; das Hotel blieb unter der Konzession der Kalyan Hospitality Development Groupe auf einer dreißigjährigen Konzessionsbasis als Hotel 2 Février.

## Beschreibung
Das Hotel hat 256 Zimmer und Suiten sowie 64 Wohnungen, über 3000 Quadratmeter Konferenzfläche für bis zu 1400 Personen, mehrere Sportanlagen (Tennis, Golf, ein Schwimmbad und ein Fitnesscenter) und ein Gesundheitszentrum. Im ersten Stock befindet sich eine Einkaufspassage mit lokalen Designer-Boutiquen. Außerdem verfügt es über vier Restaurants, eine Skybar und einen Nachtclub.